# Bouilly-en-Gâtinais
Bouilly-en-Gâtinais és un municipi francès, situat al departament del Loiret i a la regió de Centre – Vall del Loira. L'any 2007 tenia 316 habitants.

## Demografia

### Població
El 2007 la població de fet de Bouilly-en-Gâtinais era de 316 persones. Hi havia 124 famílies, de les quals 32 eren unipersonals (16 homes vivint sols i 16 dones vivint soles), 44 parelles sense fills, 44 parelles amb fills i 4 famílies monoparentals amb fills.
La població ha evolucionat segons el següent gràfic:
Habitants censats

### Habitatges
El 2007 hi havia 153 habitatges, 124 eren l'habitatge principal de la família, 17 eren segones residències i 12 estaven desocupats. 152 eren cases i 1 era un apartament. Dels 124 habitatges principals, 101 estaven ocupats pels seus propietaris, 18 estaven llogats i ocupats pels llogaters i 5 estaven cedits a títol gratuït; 1 tenia una cambra, 5 en tenien dues, 19 en tenien tres, 43 en tenien quatre i 56 en tenien cinc o més. 105 habitatges disposaven pel capbaix d'una plaça de pàrquing. A 61 habitatges hi havia un automòbil i a 59 n'hi havia dos o més.

### Piràmide de població
La piràmide de població per edats i sexe el 2009 era:
| Homes | Edats   | Dones |
| ----- | ------- | ----- |
| 0     | 95 o +  | 0     |
| 0     | 90 a 94 | 0     |
| 0     | 85 a 89 | 4     |
| 0     | 80 a 84 | 4     |
| 4     | 75 a 79 | 0     |
| 4     | 70 a 74 | 12    |
| 0     | 65 a 69 | 0     |
| 20    | 60 a 64 | 16    |
| 8     | 55 a 59 | 4     |
| 16    | 50 a 54 | 16    |
| 16    | 45 a 49 | 16    |
| 4     | 40 a 44 | 4     |
| 20    | 35 a 39 | 16    |
| 8     | 30 a 34 | 16    |
| 8     | 25 a 29 | 0     |
| 20    | 20 a 24 | 12    |
| 4     | 15 a 19 | 4     |
| 16    | 10 a 14 | 4     |
| 12    | 5 a 9   | 28    |
| 16    | 0 a 4   | 0     |

## Economia
El 2007 la població en edat de treballar era de 191 persones, 155 eren actives i 36 eren inactives. De les 155 persones actives 143 estaven ocupades (84 homes i 59 dones) i 12 estaven aturades (6 homes i 6 dones). De les 36 persones inactives 12 estaven jubilades, 8 estaven estudiant i 16 estaven classificades com a «altres inactius».

### Ingressos
El 2009 a Bouilly-en-Gâtinais hi havia 131 unitats fiscals que integraven 366,5 persones, la mediana anual d'ingressos fiscals per persona era de 17.895 €.

### Activitats econòmiques
Dels 8 establiments que hi havia el 2007, 1 era d'una empresa de fabricació d'altres productes industrials, 3 d'empreses de construcció, 1 d'una empresa d'hostatgeria i restauració, 2 d'empreses de serveis i 1 d'una empresa classificada com a «altres activitats de serveis».
Dels 4 establiments de servei als particulars que hi havia el 2009, 1 era un paleta, 1 fusteria, 1 lampisteria i 1 restaurant.
L'any 2000 a Bouilly-en-Gâtinais hi havia 15 explotacions agrícoles.

## Poblacions més properes
El següent diagrama mostra les poblacions més properes.